# Medeine
Medeine – litewska bogini lasów. U Prusów bóstwo lasu będące rodzaju męskiego nosiło miano Medinaitisa. 